# Univerza v Leipzigu
Univerza v Leipzigu (nemško Universität Leipzig) je nemška javna univerza s sedežem v Leipzigu v zvezni deželi Saška.
Univerza v Leipzigu, ki je bila ustanovljena že leta 1409, je ena najstarejših univerz v Evropi in druga najstarejša univerza v Nemčiji (po letih neprekinjenega delovanja). Med letoma 1953 in 1991 se je Univerza v Leipzigu imenovala po Karlu Marxu (Karl-Marx-Universität Leipzig).